# Castellví de la Marca
|  | Per a altres significats, vegeu «Castellví». |

Castellví de la Marca és un municipi a l'extrem occidental de la comarca de l'Alt Penedès. La població és molt disseminat en nuclis i caseries. La seu administrativa s'ha establert al nucli de la Múnia. És un poble vitivinicola. També és important la producció d'alls, de productes de secà, d'arbres fruiters i l'horta. Els darreres anys s'ha desenvolupat el turisme rural i el senderisme.

## Geografia
- Llista de topònims de Castellví de la Marca: muntanyes, serres, collades, indrets, rius, fonts, cases, masies, esglésies, monuments.

És a l'occident de la comarca, al límit amb el Baix Penedés, des de la Serralada Prelitoral cap al centre de la depressió del Penedès. A la part de muntanya hi destaca la muntanya del Castellot, coronada pel castell que es coneix amb aquest nom.
Té una extensió total de 28,49 km² i limita amb els municipis de Sant Martí Sarroca, Santa Margarida i els Monjos, Castellet i la Gornal, el Montmell, l’Arboç i Sant Jaume dels Domenys.
El territori és bàsicament pla, tret de la zona sobre la riera de Marmellar. Viu sobretot del conreu de la vinya.

## Història
Castellví de la Marca és documentat l'any 977. De l'antic poble, en resten escassos vestigis. Era al peu de l'antic Castellvell de la Marca (el Castellot, segle xi) i tenia com a centre l'antiga església parroquial de Sant Sadurní, avui traslladada al nou veïnat de Castellví. Va ser en època alt medieval que els comtes de Barcelona crearen el terme castral de Castellví de la Marca, la marca de Barcelona, on aquest municipi fora territori de frontera durant un context de conquestes per part del comtat de Barcelona.
La toponímia, com en el cas de «La Múnia», antigament Almunia (1068) indica un passat islàmic dins del context històric de les conquestes serraïnes. Prové molt probablement de l'àrab al-muniyya, que significa «finca amb hortes i jardins» i per restricció semàntica la residència camptestre de l'autoritat comarcal.

## Lloc d'interès
- El Castellot o Castellvell de la Marca és al Barri de les Cases Noves de la Riera, damunt d'un penya-segat de quasi 500 metres. Va ser bastit al segle xi i és popularment conegut com el Castellot. Defensava els límits occidentals de la comarca. Des de dalt es domina una àmplia panoràmica. La vista es perd fins als confins de la mar, dominant les terres planes de l'Alt i Baix Penedès. Aquest castell consta d'una cova i una torre.[7]

- La Torre de Can Pascol: Declarat bé d'interès nacional i d'origen medieval. Des d'allà es veu el Castellot.[2] Des de 1962, la part superior de la torre s'ha esfondrat per manca de manteniment.[8]

## Festes
- Festa Major i de la Múnia: 15 agost[9]
- Feste del most i fira gastronòmica: octubre[9]

## Demografia
| Entitat de població            | Habitants (2024) |
| la Múnia                       | 961              |
| les Cases Noves de Cal Marques | 171              |
| les Casetes                    | 96               |
| Ratera                         | 68               |
| el Maset dels Cosins           | 65               |
| les Cases Noves de la Riera    | 51               |
| el Coscó                       | 46               |
| les Conilleres                 | 43               |
| Cal Margarit                   | 42               |
| Cal Farines                    | 38               |
| els Albans i Cal Xeret         | 38               |
| el Mas de la Pansa             | 35               |
| el Carrer Fondo                | 33               |
| Pedrers                        | 20               |
| Cal Morgades del Grau          | 7                |
| Font: Idescat                  |                  |

| 1497 f | 1515 f | 1553 f | 1717 | 1787 | 1857  | 1877  | 1887  | 1900  | 1910  |
| ------ | ------ | ------ | ---- | ---- | ----- | ----- | ----- | ----- | ----- |
| -      | 33     | 40     | 131  | 412  | 1.046 | 1.137 | 1.299 | 1.357 | 1.599 |

| 1920  | 1930  | 1940  | 1950  | 1960  | 1970  | 1981  | 1990  | 1992  | 1994  |
| ----- | ----- | ----- | ----- | ----- | ----- | ----- | ----- | ----- | ----- |
| 1.611 | 1.619 | 1.622 | 1.583 | 1.405 | 1.525 | 1.421 | 1.442 | 1.436 | 1.436 |

| 1996  | 1998  | 2000  | 2002  | 2004  | 2006  | 2008  | 2010  | 2012  | 2014  |
| ----- | ----- | ----- | ----- | ----- | ----- | ----- | ----- | ----- | ----- |
| 1.461 | 1.459 | 1.445 | 1.466 | 1.522 | 1.603 | 1.628 | 1.635 | 1.650 | 1.589 |

| 2016  | 2018  | 2020  | 2022  | 2024  | 2026 | 2028 | 2030 | 2032 | 2034 |
| ----- | ----- | ----- | ----- | ----- | ---- | ---- | ---- | ---- | ---- |
| 1.545 | 1.534 | 1.575 | 1.614 | 1.716 | -    | -    | -    | -    | -    |